# Chaldon
Chaldon – wieś w Anglii, w hrabstwie Surrey, w dystrykcie Tandridge. Leży 25 km na południe od centrum Londynu. Miejscowość liczy 1821 mieszkańców.